# خصوصية محرك البحث
خصوصية محرك البحث (بالإنجليزية: Search engine privacy)‏ هي جزء من الخصوصية على الإنترنت التي تتعامل مع بيانات المستخدم التي يتم جمعها من قبل محركات البحث. كلا أنواع الخصوصية تندرجان تحت مظلة خصوصية المعلومات. يمكن أن تتخذ مخاوف الخصوصية المتعلقة بمحركات البحث العديد من الأشكال، مثل القدرة على تسجيل استعلامات البحث الفردية وسجلات التصفح وعناوين IP وملفات تعريف الارتباط للمستخدمين، وإجراء تحليل الملف الشخصي للمستخدمين بشكل عام. ويشار إلى جمع معلومات الهوية الشخصية (PII) للمستخدمين من قبل محركات البحث باسم "التعقب".
هذا أمر مثير للجدل لأن محركات البحث غالبا ما تدعي أنها تجمع بيانات المستخدم من أجل تخصيص النتائج بشكل أفضل لهذا المستخدم المحدد وتزويد المستخدم بتجربة بحث أفضل. ومع ذلك، يمكن لمحركات البحث أيضا إساءة استخدام خصوصية مستخدميها والمساس بها عن طريق بيع بياناتهم للمعلنين من أجل الربح. في حالة عدم وجود لوائح، يجب على المستخدمين تحديد ما هو أكثر أهمية لتجربة محرك البحث الخاص بهم: مدى ملاءمة النتائج وسرعتها أو خصوصيتهم، واختيار محرك بحث وفقا لذلك.
الإطار القانوني لحماية خصوصية المستخدم غير قوي للغاية. تجمع معظم محركات البحث الشهيرة معلومات شخصية، ولكن ظهرت مؤخرًا محركات بحث أخرى تركز على الخصوصية. وقد حدثت عدة انتهاكات واضحة لخصوصية مستخدمي محركات البحث مع شركات مثل إيه أو إل وياهو!. بالنسبة للأفراد المهتمين بالحفاظ على خصوصيتهم، هناك خيارات متاحة لهم، مثل استخدام برنامج مثل تور الذي يجعل موقع المستخدم ومعلوماته الشخصية مجهولة.

## سياسات الخصوصية
تنشر محركات البحث بشكل عام سياسات الخصوصية لإعلام المستخدمين بالبيانات التي يمكن جمعها والأغراض التي يمكن استخدامها من أجلها. في حين أن هذه السياسات قد تكون محاولة للشفافية من قبل محركات البحث، إلا أن العديد من الأشخاص لا يقرأونها أبدا وبالتالي فهم غير مدركين لمقدار معلوماتهم الخاصة، مثل كلمات المرور والملفات المحفوظة، التي يتم جمعها من ملفات تعريف الارتباط وقد يتم تسجيلها والاحتفاظ بها بواسطة محرك البحث. يرتبط هذا بظاهرة الإشعار والموافقة ، وهي عدد سياسات الخصوصية المنظمة.
تتألف سياسات الموافقة والإشعار في الأساس من عرض موقع لسياسة الخصوصية للمستخدم وإجباره على النقر للموافقة. ويهدف هذا إلى السماح للمستخدم باتخاذ قراره بحرية فيما إذا كان يريد استخدام الموقع أم لا. ومع ذلك، قد لا يتم اتخاذ هذا القرار بحرية حقيقية لأن تكاليف الخروج خسارة. ومشكلة كبيرة أخرى في وضع سياسة الخصوصية أمام المستخدمين وإجبارهم على القبول بسرعة هي أنها غالبًا ما تكون صعبة الفهم، حتى في حالة استخدام المستخدم للقراءة. تصر محركات البحث المتعلقة بالخصوصية، مثل دك دك جو، في سياسات الخصوصية الخاصة بها على جمع بيانات أقل بكثير مقارنة بمحركات البحث مثل جوجل أو ياهو، وقد لا تجمع أي بيانات. اعتبارًا من عام 2008، لم تكن محركات البحث في عملية بيع بيانات المستخدمين لأطراف ثالثة، على الرغم من أنها تذكر في سياسات الخصوصية أنها تتوافق مع استدعاءات الحكومة.